# Askeptosaurus
Askeptosaurus is een monotypisch geslacht van uitgestorven zeereptielen uit de orde Thalattosauria, die leefden in het Midden-Trias. De enige soort die in het geslacht werd geplaatst is Askeptosaurus italicus. Askeptosaurus is bekend van verschillende goed bewaarde fossielen die zijn gevonden in mariene lagen in het Midden-Trias in wat nu Italië en Zwitserland is.

## Geschiedenis van ontdekking
Askeptosaurus en zijn enige soort Askeptosaurus italicus, werden voor het eerst benoemd en beschreven in 1925 door de Hongaarse paleontoloog Franz Nopcsa von Felső-Szilvás met als holotype MSNM V 3550. Het werd voor het laatst opnieuw beschreven door Dr. Johannes Müller in 2005 die het bijzonder volledige specimen MSNM V456 toewees. Askeptosaurus is bekend van verschillende niet en wel in verband liggende skeletten die bewaard zijn gebleven in het MSNM (Museo Civico di Storia Naturale di Milano) in Milaan, Italië, en het PIMUZ (Paläontologisches Institut und Museum der Universität Zürich) in Zürich, Zwitserland. Deze exemplaren werden ontdekt in de Grenzbitumenzone van Monte San Giorgio, een UNESCO-werelderfgoedlocatie aan de Zwitsers-Italiaanse grens. De Grenzbitumenzone, ook bekend als de Besanoformatie in Italië, heeft veel goed bewaarde fossielen voortgebracht uit het Anisien-Ladinien van het Midden-Trias.

## Kenmerken
Dit tweehonderd centimeter lange dier leefde in het water en had een gestroomlijnd lichaam, een lange, slanke hals en een lange, lintvormige staart, die bijna de helft van de totale lengte uitmaakte. Het lichaam bevatte honderdtien wervels, waarvan de staart er zeventig omvatte.  De achterpoten, die tweemaal zo lang waren als de voorpoten, waren peddelvormig en voorzien van zwemvliezen en werden behalve bij het zwemmen, ook gebruikt om te remmen en te sturen. Het lichaam werd voortbewogen door het maken van palingachtige golfbewegingen van het lichaam en de staart. De lange kaken waren bezet met scherpe, kegelvormige tanden, die iets naar achteren waren gebogen. Aan de hand van de naar achteren liggende neusgaten kon worden aangetoond, dat het dier een waterbewoner was.

## Beschrijving
Askeptosaurus was een vrij grote thalattosauriër met een schedel van zesentwintig centimeter lang en een totale lengte tot 2,5 meter. Net als andere askeptosauroïden had het een lange nek, een zeer lange staart en kleine maar goed ontwikkelde ledematen met vijf onafhankelijke vingers.

### Schedel
De schedel was laag en enigszins breed aan de achterkant, hoewel de snuit lang en slank was. Bijna de helft van de snuit wordt gevormd door de grote premaxillae, die langs de middenlijn van de snuit een lange driehoekige projectie naar de voorhoofdsbeenderen sturen. Elke premaxilla heeft tot twaalf scherpe en licht gebogen tanden. Ze zijn pleurothecodontisch geplaatst, wat betekent dat ze in ondiepe kommen liggen langs een groef met een verlaagde rand aan de linguale (tong) zijde van de tandenrij. De premaxilla wordt gevolgd door de lage en kleinere maxilla, en een langwerpig neusgat is aanwezig op de grens tussen de twee botten. De maxilla heeft zestien tanden, die vergelijkbaar zijn met die van de premaxilla, zij het iets kleiner. In tegenstelling tot thalattosauroïden hebben de tanden dezelfde algemene vorm en is er geen diastema (opening) tussen de premaxillaire en maxillaire tandenrijen. Net als andere thalattosauriërs zijn de neusbeenderen van elkaar gescheiden door middenlijnprojecties van de premaxillae en voorhoofdsbeenderen. De neusbeenderen hebben een kleine bijdrage aan de rand van het neusgat, en de scherpe achterste punt van elk neusgat steekt uit in het voorhoofdsbeen. Afgezien van de driehoekige inkepingen die zijn ingesneden door de premaxillae en neusbeenderen, hebben de voorhoofdsbeenderen een eenvoudige en min of meer rechthoekige vorm.

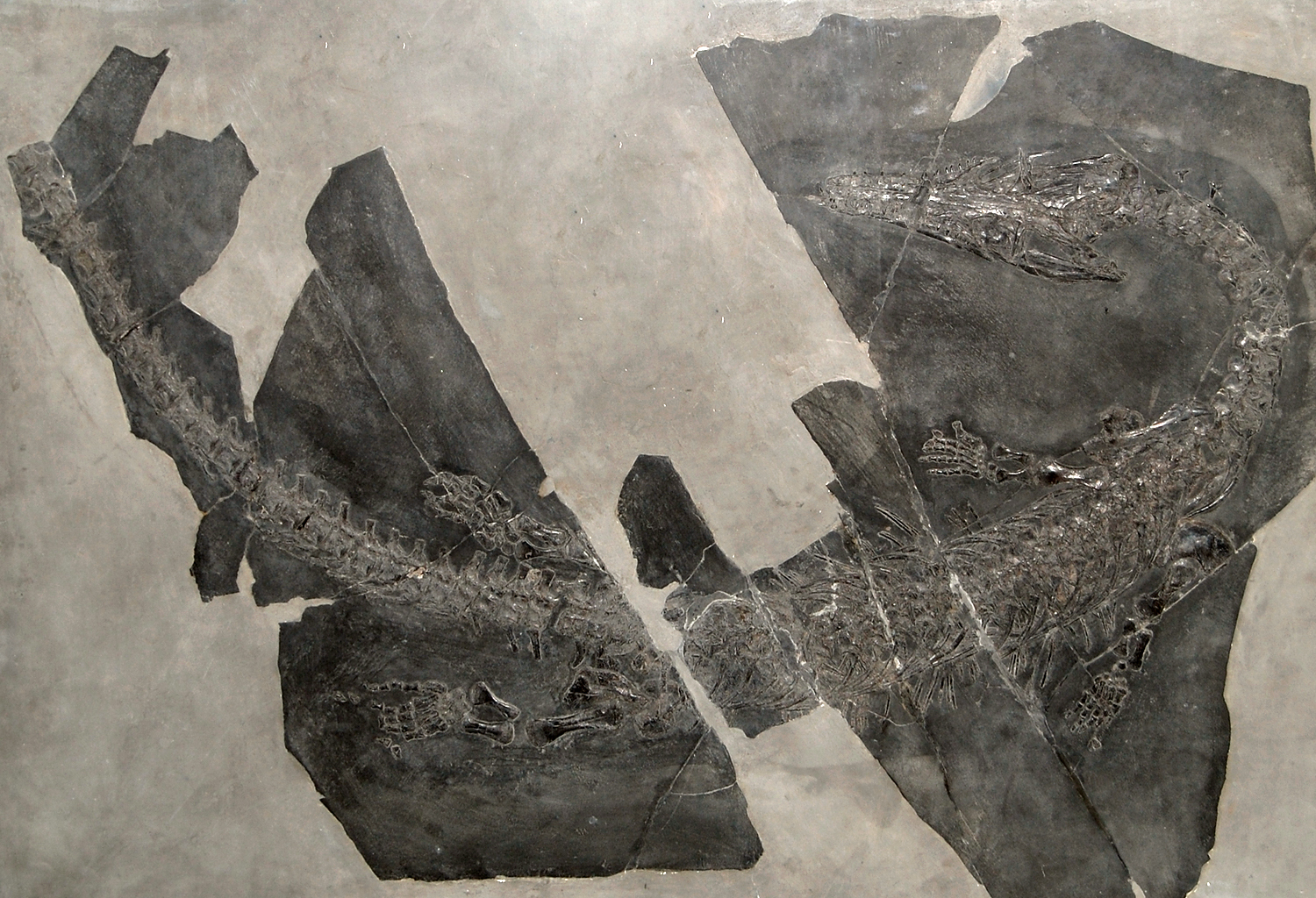
MSNM V456

Twee kleine botten, het traanbeen en het prefrontale, liggen voor de grote oogkas. De aanwezigheid van een afzonderlijke traanbeen is een plesiomorfe (voorouderlijke) eigenschap die alleen wordt aangetroffen bij Askeptosaurus onder thalattosauriërs. Askeptosaurus is ook uniek in de manier waarop zijn traanbeen een licht contact heeft met de frontale tussen de nasale en prefrontale. De posterodorsale (achter-boven) rand van de oogkas heeft nog twee botten, de grote en meervoudige postorbitale en de veel kleinere postfrontale. Nogmaals, Askeptosaurus behoudt de plesiomorfe toestand, aangezien bij andere thalattosauriërs deze botten samensmelten tot een enkele postorbitofrontale. De wandbeenderen, die aan de achterkant van het schedeldak liggen, zenden uitgestrekte projecties uit over de hersenpan. Een spleetachtig bovenste slaapvenster ontwikkelt zich tussen het wandbeen en postorbitale, terwijl een cirkelvormig foramen pineale was geplaatst nabij de beennaad tussen het wandbeen en voorhoofdsbeen.
De achterste tak van elk wandbeen raakt twee slanke botten, het squamosum en supratemporale. Het supratemporale is iets langer, terwijl het squamosum een kleine maar duidelijke neerwaartse projectie heeft aan de achterste punt. De onderste achterrand van de schedel heeft een groot en rechthoekig onderste slaapvenster, dat niet van onderaf is gesloten vanwege de afwezigheid van een quadratojugale. Slanke takken van het jukbeen vormen de gehele onderrand van de oogkas en ongeveer een derde van de onderrand van het onderste slaapvenster. De achterrand van de schedel wordt gevormd door een groot quadratum, dat brede boven- en onderdelen heeft, en holle achter- en zijranden.

### Verhemelte, hersenpan en onderkaak

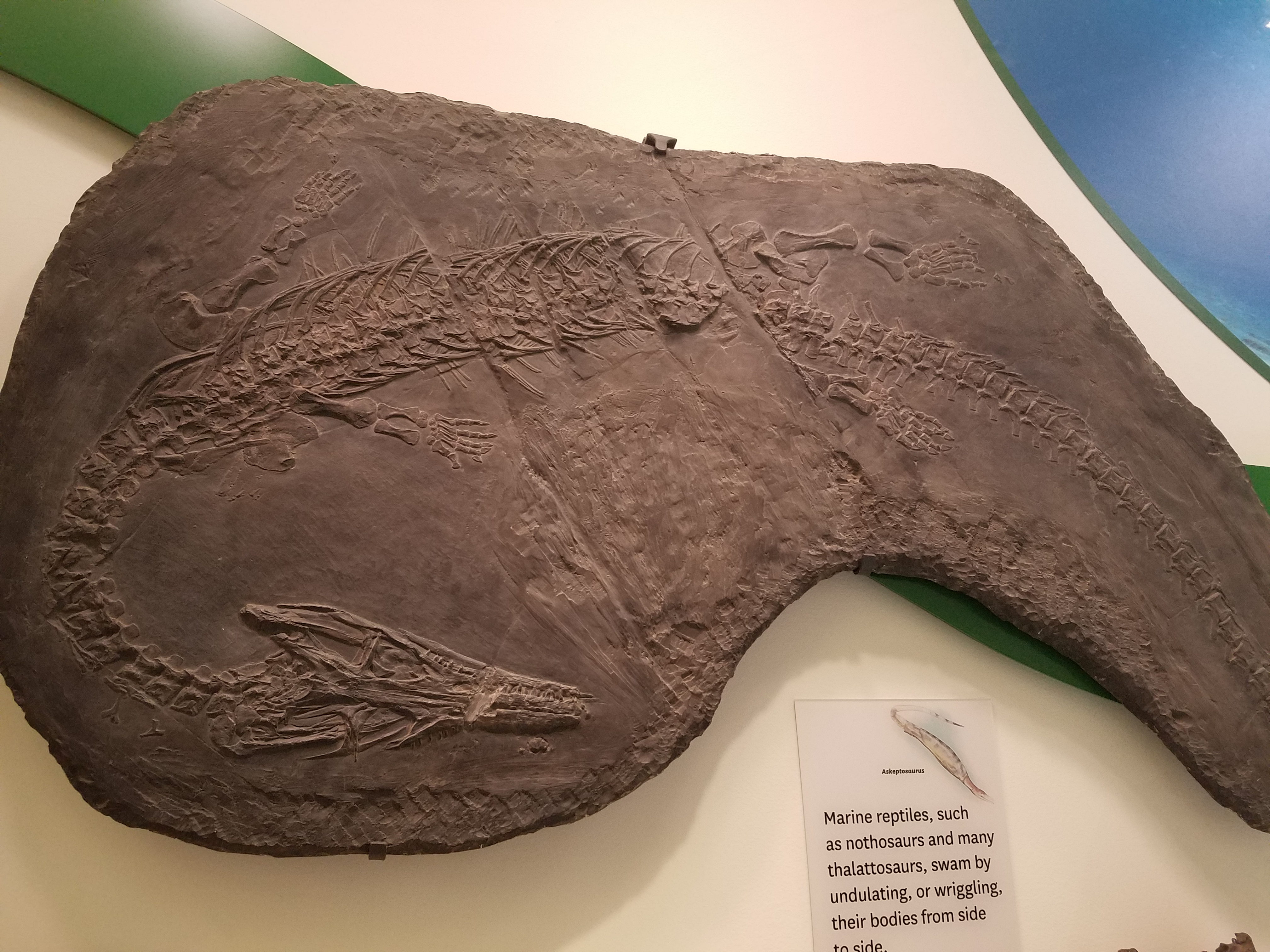
Afgietsel van MSNM V456

In tegenstelling tot thalattosauroïden was het verhemelte (dak van de mond) volledig tandeloos. Het ploegschaarbeen is lang en slank en vormt de onderste middenlijn van de snuit. De volgende pterygoïden zijn groter, met een paar scherpe spierlittekens aan hun zijdelingse omvang. Een T-vormige ectopterygoïde vormt een steun tussen het pterygoïde en het jukbeen, terwijl het minder complete verhemeltebeen het pterygoïde verbindt met de maxilla.
Het bovenste deel van de hersenpan is slecht bekend, maar het onderste deel is minder onduidelijk. Het parabasisfenoïde (onderste plaat) stuurt een langwerpig cultriform uitsteeksel naar voren. Verder naar achteren heeft elke zijde een bolvormig basipterygoïde uitsteeksel (dat aansluit op het verhemelte), diepe groeven voor slagaders en zenuwen en ten slotte een scherpe posterolaterale (achter-buitenste) punt. Het parabasisfenoïde wordt gevolgd door een breed en vrij eenvoudig basioccipitale (onderste achterhoofd), die de achterhoofdsknobbel vormt. Het foramen magnum wordt geflankeerd door verschillende exoccipitalia, die zijn verbonden (maar niet gefuseerd) met langwerpige en posterolateraal gerichte opisthotica. Het supraoccipitale, dat de bovenrand van het foramen magnum vormt, heeft een sterke waaiervormige top.
De onderkaak is slank, met twintig tanden op het dentarium die vergelijkbaar zijn met die van het bovenkaaksbeen. De dentaire bedekkingen over de gehele spleniale en een groot deel van het angulare, maken het verreweg het langste bot wanneer de kaak in zijaanzicht wordt bezien. Een scherp en min of meer driehoekige coronoïde stijgt op in de achterste helft van de kaak, boven het lage maar langwerpige surangulare. Het surangulare mist een retroarticulair uitsteeksel achter het kaakgewricht, maar heeft wel een scherpe kam in de achterste helft. Het spleniale en prearticulare zijn de meest opvallende delen van de onderkaak wanneer die van de binnenzijde wordt bezien.

### Postcrania

#### Wervels

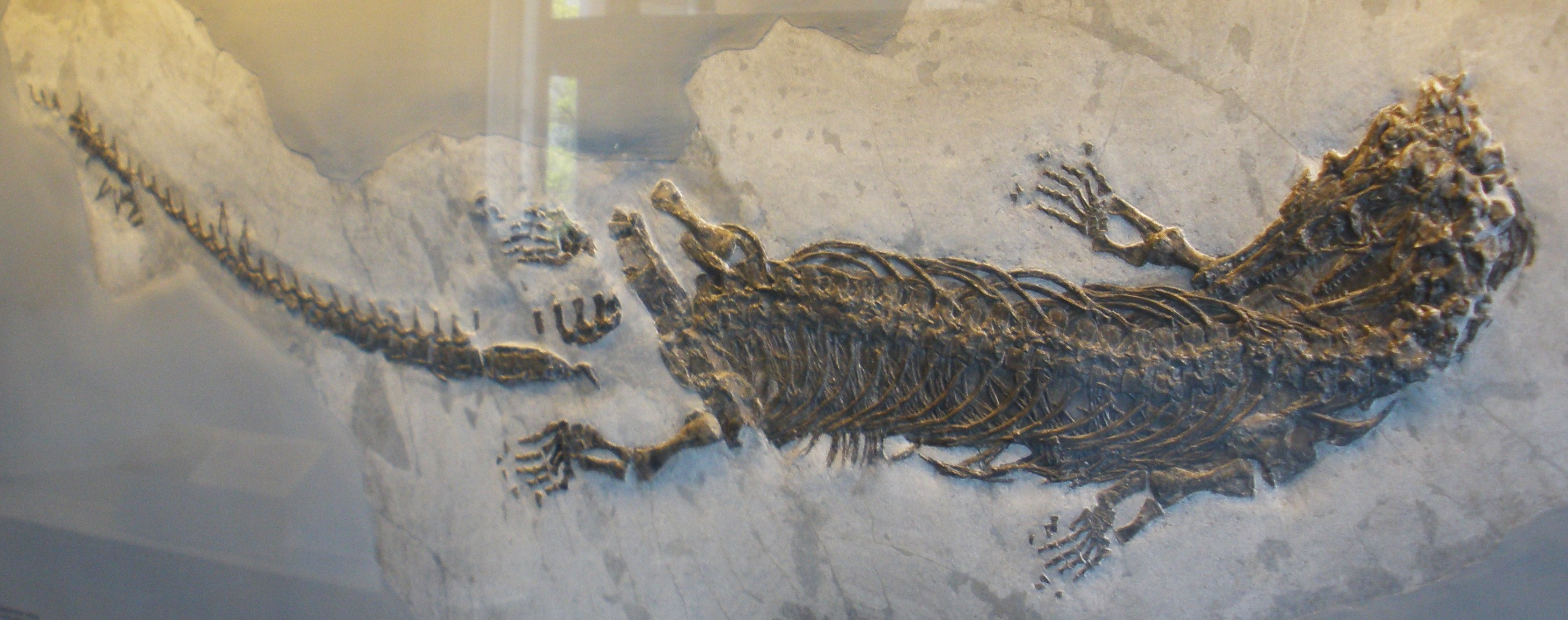
Specimen PIMUZ T 4846

Alle wervels waren amficoel, met holle voor- en achtervlakken van hun respectievelijke centra (hoofdlichamen). De nek was vrij langwerpig, met dertien halswervels. De componenten van de atlas (atlantale wervelboog, intercentrum en proatlas) waren niet met elkaar verbonden, terwijl de draaier een laag en lang doornuitsteeksel en een groot enkelvoudig ribfacet had. De atlantale en axiale halsribben waren klein, slank en eenkoppig. De andere halswervels waren iets langer dan hoog en verbonden met kleine rechthoekige doornuitstekels. Hun tweekoppige cervicale ribfacetten werden oorspronkelijk verkeerd geïnterpreteerd, waarbij het onderste facet werd gerapporteerd als verbonden met een wigvormig intercentrum in plaats van met het centrum. Later onderzoek wees uit dat intercentra niet aanwezig waren en dat elke zijde van het centrum twee facetten had. De halsribben in de achterste helft van de nek werden langer en kregen kleine extra uitsteeksels tussen de gewrichten met de wervels.
De vijfentwintig dorsale (romp) wervels zijn vergelijkbaar met de halswervels, maar groter, en ze hadden slechts enkele ribfacetten. Hun doornuitstekels zijn proportioneel groter en verticaal georiënteerd, hoewel ze voor thalattosauriërs nog steeds vrij kort zijn. De ribfacetten zijn onder een steile diagonale hoek gericht naar het anteroventrale (voor-onder) uiteinde van het centrum. Hun eenkoppige ribben waren groter en hadden verbrede ribkoppen gericht naar de voorkant van de romp, en werden geleidelijk kleiner naar de heup toe. De gastralia zijn slank maar slecht bestudeerd. De twee sacrale wervels zijn ook onduidelijk van vorm, maar het was bekend dat hun waaiervormige, eenkoppige ribben verbonden waren met het onderste deel van het centrum. De staart was erg lang, met minstens zestig staartwervels die meer langwerpig waren naar de punt van de staart toe. De eerste vijf staartwervels hadden korte, eenkoppige ribben. De eerste, vierde en vijfde staartribben hebben een gebogen, taps toelopende vorm en de andere twee hebben rechte ribben met verbrede koppen. Deze eerste paar staartwervels hadden ook rechte, verticale doornuitstekels. De rest van de staart had prominente chevrons en doornuitstekels die korter en scherper naar achteren hellend waren.

#### Ledematen
De schoudergordel omvat een interclavicula, sleutelbeenderen, schouderbladen en ravenbeksbeenderen. Het schouderblad en ravenbeksbeen zijn breed en afgerond en vormen een lateraal georiënteerde glenoïde (schouderkom). De interclavicula is pijlvormig, met een zeer lange achterschacht en kleine laterale uitsteeksels die de sleutelbeenderen overlappen. De sleutelbeenderen zijn gebogen en slank en verbinden de interclavicula met de schouderbladen. Het opperarmbeen was groot en gewrongen. De gewrichtsoppervlakken waren slecht gedefinieerd, afgezien van een ectepicondylaire groef nabij de elleboog en een kleine deltopectorale kam nabij de schouder. Het spaakbeen en de ellepijp van de onderarm zijn kleinere botten met een rechte en eenvoudige vorm. Het spaakbeen is slank en buisvormig, in tegenstelling tot de bredere spaakbeenderen van thalattosauroïden. De ellepijp mist een olecranonuitsteeksel en heeft een duidelijke zandlopervormige vorm met een vernauwde schacht. De pols heeft zes tot zeven carpale botten, waaronder een intermedium, ulnare en vier kleine distale carpalia. De middelste drie middenhandsbeentjes van de hand zijn slank, middenhandsbeentje V is iets dikker en middenhandsbeentje I is kort en massief. De vingers zijn vrij kort, met kleine klauwen. Er is enige intraspecifieke variatie (binnen de soort) in de hand, waarbij exemplaar PIMUZ T 4846 een extra carpale in de pols heeft en een extra gewricht in de derde vinger, ten opzichte van MSNM V456.
Het bekken (heup) bevat een darmbeen, schaambeen en zitbeen en is over het algemeen vergelijkbaar met andere thalattosauriërs. Het darmbeen was hoog rond de acetabulum (heupkom) en stuurt een lang rechthoekig uitsteeksel terug naar de posterodorsale (boven-achter) hoek. Het schaambeen is groot en breed in de richting anteroposterieur (van voren naar achteren) en heeft een holle voorrand. Het zitbeen is eveneens breed, met een holle posterodorsale rand en andere randen die rechter zijn. Er bestaat enige onzekerheid over de aanwezigheid van een fenestra thyroidea of foramen obturatum (een opening tussen het schaambeen en de zitbeenderen) op basis van de preservering van de specimina, maar het was waarschijnlijk klein of afwezig. Het dijbeen is het grootste bot van een ledemaat in het skelet en heeft een eenvoudige, licht gedraaide vorm. Het scheenbeen is stevig en halfcilindrisch, terwijl het kuitbeen waaiervormig en afgeplat is, verbreed bij de enkel en smal bij de knie. Er waren zes tarsalia in de enkel. Ze omvatten een groot reniform (niervormig) sprongbeen, een min of meer rechthoekig hielbeen en vier afgeronde distale tarsalia. De voet is vergelijkbaar met de hand, hoewel de vijfde teen een extra kootje en een dik gebogen middenvoetsbeentje V heeft.

## Fylogenie
Vóór 2005 waren fossielen van Askeptosaurus zeldzaam en over de positie van Askeptosaurus op de Fylogenetische stamboom was een verhit debat geweest tussen verschillende onderzoeksteams. Recente analyses bevestigen de stelling van Renesto (1992) dat Endennasaurus nauwer verwant is aan Askeptosaurus dan aan andere thalattosauriërs. Men is het er nu algemeen over eens dat een monofyletische groep wordt gevormd door Anshunsaurus en Askeptosaurus. Om specifieker te zijn, Askeptosaurus behoort tot de Askeptosauridae, een onderverdeling van de Askeptosauroidea. Binnen de Askeptosauridae wordt Askeptosaurus beschouwd als het zustertaxon van Anshunsaurus, afkomstig uit afzettingen in het Midden-Trias in Guizhou, China. Op dit moment zijn de Askeptosauroidea alleen bekend uit het Alpine Trias en Zuid-China, en Askeptosaurus vertegenwoordigt het oudste voorkomen voor deze clade.
|  | A. huangguoshuensis |
|  |                     |
|  | A. wushaensis       |
|  |                     |

|  | Askeptosaurus italicus |
|  |                        |

|  | A. huangguoshuensis |
|  |                     |
|  | A. wushaensis       |
|  |                     |

|  | Askeptosaurus italicus |
|  |                        |

|  | A. huangguoshuensis |
|  |                     |
|  | A. wushaensis       |
|  |                     |

|  | Askeptosaurus italicus |
|  |                        |

|  | A. huangguoshuensis |
|  |                     |
|  | A. wushaensis       |
|  |                     |

|  | Askeptosaurus italicus |
|  |                        |

## Paleo-ecologie
Askeptosaurus italicus werd gevonden in het Midden-Trias van Zwitserland en Italië, waarbij de meeste exemplaren werden gevonden op locaties op Monte San Giorgio. Het leefde naast vele andere vissen en zeereptielen, waaronder twee andere geslachten van thalattosauriërs: Clarazia en Hescheleria.

## Leefwijze
Mede dankzij de grote ogen, kon het dier ook op grotere schemerige diepten jagen op zijn prooien, zoals vissen. De ogen waren versterkt met een ring van beenplaten (sclerale ring), zodat de oogbol niet samengedrukt kon worden door de enorme waterdruk op deze grote diepten.